# Crețeni
Crețeni là một xã thuộc hạt Vâlcea, România. Dân số thời điểm năm 2002 là 2649 người.